# هایما اس۵
هایما اس۵ (به انگلیسی: Haima S5) یک خودروی کامپکت کراس‌اوور است که بوسیلهٔ شرکت چینی هایما اتومبیل تولید می‌شود.
نسل اول هایما اس۵ در سال ۲۰۱۴ عرضه و در سال ۲۰۱۷ از تولید خارج شد. نسل دوم هایما اس۵ در نمایشگاه خودروی پکن ۲۰۱۸ معرفی شد. پلت‌فرم نسل دوم با نسل اول مشترک است اما ظاهر آن تفاوت‌های زیادی با نسل اول دارد. در سال ۲۰۲۱ مدل پلاگین هیبرید هایما اس۵ با نام هایما ۶پی عرضه شد.

## نسل اول

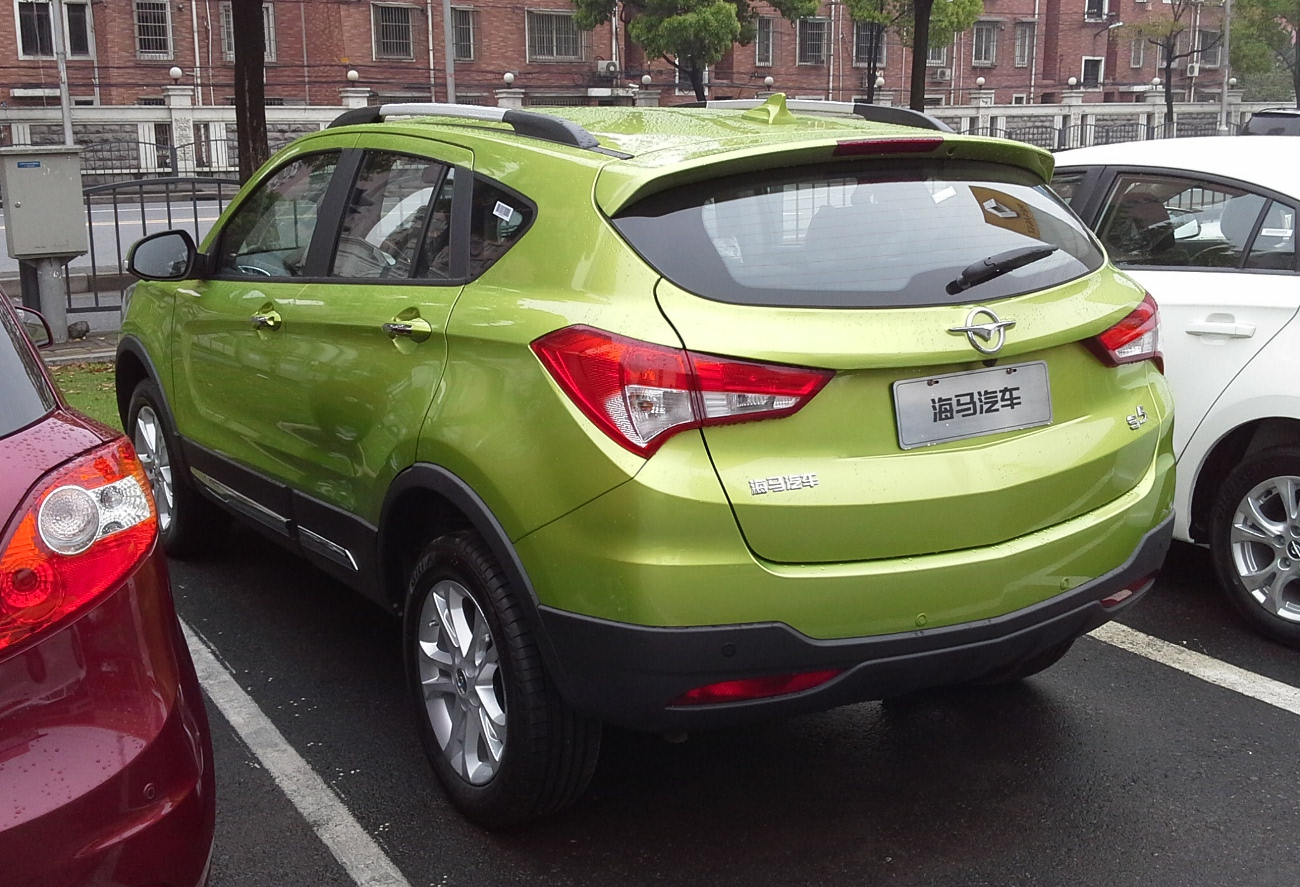
نمای عقب نسل اول هایما اس۵

نسل اول هایما اس۵ برای بار نخست در نمایشگاه خودروی پکن سال ۲۰۱۴ معرفی شد. پس از آن نیز در بازار چین با قیمتی در حدود ۸۹٬۸۰۰ یوان تا ۱۰۷٬۸۰۰ یوان عرضه شد.

### پیشرانه
هایما اس۵ در آوریل ۲۰۱۴ با موتور ۱٫۶ لیتری تنفس طبیعی با قدرت ۱۲۰ اسب بخار و گشتاور ۱۷۰ نیوتن متر و با جعبه‌دندهٔ ۵ دندهٔ دستی عرضه شد. در اکتبر ۲۰۱۴ نسخهٔ توربوی آن با موتور ۱٫۵ لیتری توربوشارژر با قدرت ۱۶۳ اسب بخار و گشتاور ۲۲۳ نیوتن متر و با جعبه‌دندهٔ CVT عرضه شد.

## نسل دوم

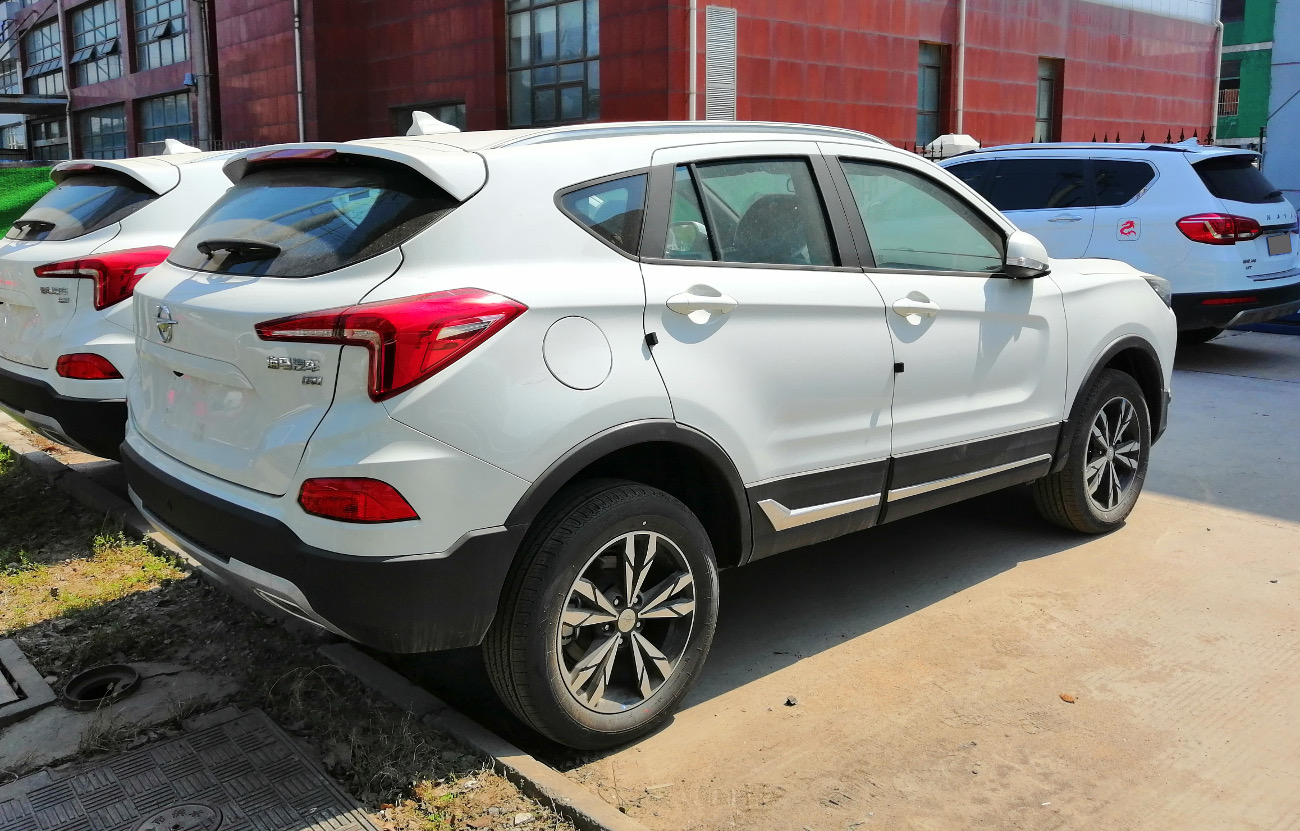
نمای عقب نسل دوم هایما اس۵

نسل دوم هایما اس۵ در جریان نمایشگاه خودروی پکن ۲۰۱۸ معرفی شد، این نسل شامل تغییراتی در نمای جلو و عقب نسبت به نسل اول است.

### پیشرانه
نسل دوم هایما اس۵ با یک موتور ۱٫۶ لیتری تنفس طبیعی بنزینی که با جعبه‌دندهٔ ۵ دندهٔ دستی جفت می‌شود، یک موتور ۱٫۵ لیتری توربوشارژر بنزینی که با جعبه‌دندهٔ ۶ دندهٔ دستی یا جعبه‌دندهٔ CVT جفت می‌شود و یک موتور ۱٫۲ لیتری توربوشارژر بنزینی که با جعبه‌دندهٔ ۷ دندهٔ دوکلاچه جفت می‌شود عرضه می‌شود.

### هایما ۶پی
در فوریه ۲۰۲۱، هایما یک خودری پلاگین هیبرید با نام هایما ۶پی را عرضه کرد. این خودرو بر اساس نسل دوم هایما اس۵ ساخته شده و از نظر ظاهری از همان سبک طراحی استفاده می‌کند. هایما ۶پی یک موتور بنزینی ۱٫۲ لیتری توربوشارژر دارد که با موتورهای الکتریکی مغناطیسی ثابت ترکیب می‌شود. شتاب ۰ تا ۱۰۰ کیلومتر بر ساعت این خودرو طبق ادعای سازنده ۷٫۵ ثانیه است. این خودرو مجهز به جعبه‌دندهٔ ۷ دندهٔ دوکلاچه است و مصرف سوخت آن در هر ۱۰۰ کیلومتر ۱٫۳۸ لیتر است.